# Murunskite
La murunskite è un minerale appartenente al gruppo della bukovite.